# Водська мова
Водська мова (vađđa tšeeli, «ваддя чеелі») — мова фінно-угорського народу водь, або ваддялайсет. Належить до балтійсько-фінської групи фінно-угорських мов. За даними лінгвістів (П. Арісте) — найближчим родичем є естонська мова, що дало підставу деяким науковцям уважати водську мову її діалектом. Мова перебуває на межі зникнення, її носіями залишаються близько 50 осіб.

## Територія поширення
Водська мова поширена як мова побутового спілкування серед старшого покоління сіл Кінгісеппського району Ленінградської області Російської Федерації, які є, власне, північно-східним уламком території Країни Воді, Ваддяма. 1200 року водська земля поширювалася до р. Нарва (Narva) — на заході (межувала з Естонією), до р. Інгер — на сході (межувала з Іжорією) та від південної частини Фінської затоки до міста Овдова (Oudova, Гдов) — па півдні (межувала із Сетомаа).
У 1848 році було 37 водських сіл, 1942 — 23. У XIX ст. — 5 148 осіб (1848). Нині кількість мовців визначають у межах 50-60 осіб. Під час останнього перепису населення РФ (2002 рік) водянами назвали себе 73 особи, з них 56 живуть у містах, 17 — у сільській місцевости. Усі дво- і тримовні (знають російську, іжорську). Остання «ваддя», яка не знала російської, жила у Другу світову війну — і тоді жінці було 92 роки.
У 1930-ті роки під час створення писемності для міноритарних мов для водської не було створено окремої писемності. Відтак весь навчально-виховний процес відбувався на іжорській мові. Сталінські репресії забрали чимало носіїв водської мови. У післявоєнний час багато водян не змогли повернутися до рідних сіл та селищ — вони лишилися відірваними від місць компактного проживання носіїв мови. Після Другої світової війни викладання у водських населених пунктах велось виключно російською мовою. Спілкування водською не заохочувалось навіть у родинах. Результатом політики активної асиміляції водян у російську культуру стало значне скорочення мовного ареалу водян вже наприкінці ХХ ст.

## Діалекти

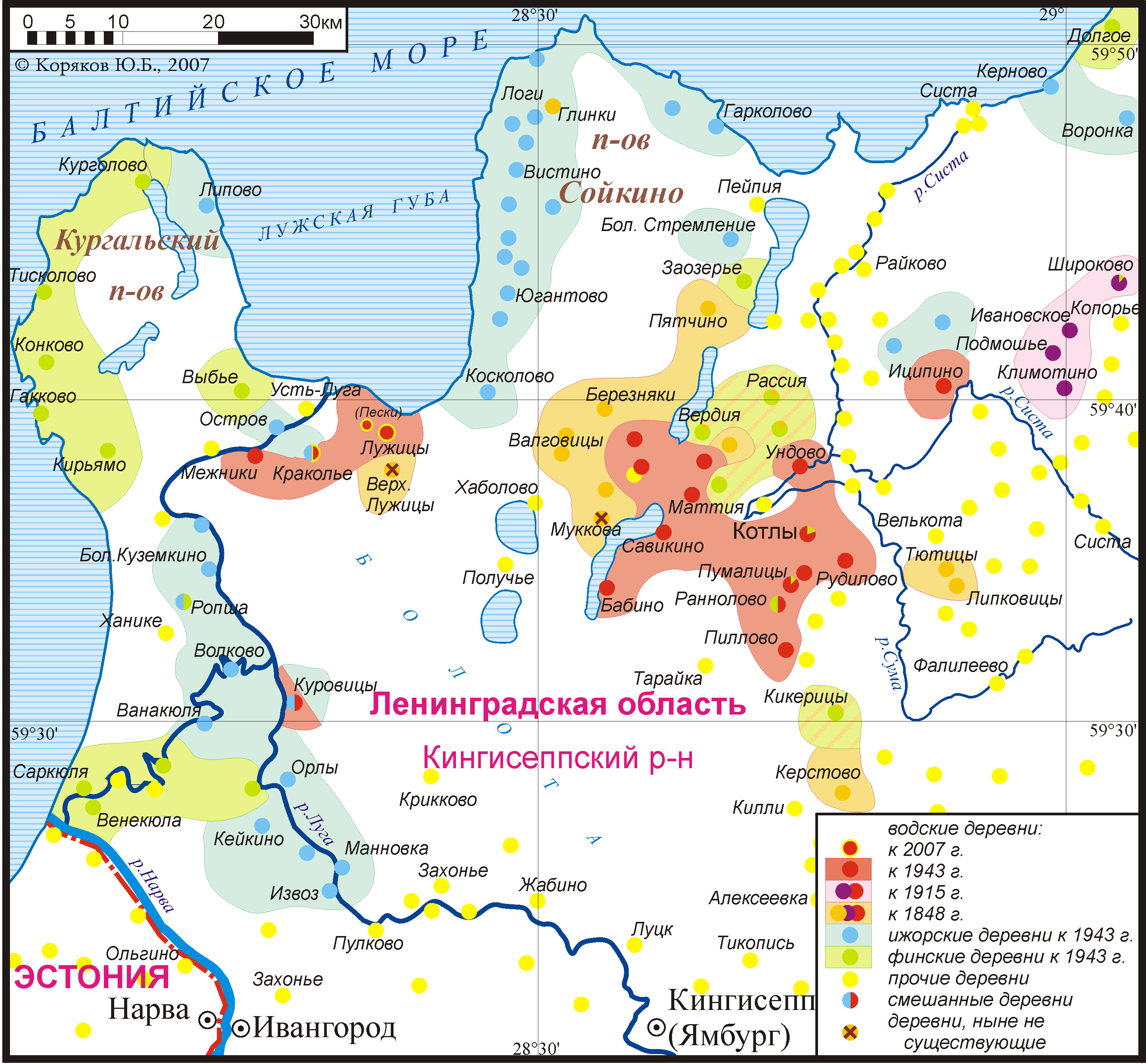
Мапа водських і сусідніх фінських та іжорських сіл (1848—2007)

Традиційно виділяють 4 діалекти: західно-водський, східно-водський (носії винищені артилерійським вогнем під час військових конфліктів Сталіна та Гітлера 1942-43 — останній мовець помер 1960 у с. Ічіпяйвя). Окремо виділяють діалект с. Куровіци (нині активно заселяють «дачниками») та мертвий кревінський діалект (був поширений серед водської діаспори в Латвії до сер. XIX ст). Мова сучасних носіїв водської мови перебуває під активним впливом іжорської мови, так що в окремих селах існують двомовні іжорсько-водські родини, причому іжорська мова у цій мікрогрупі має вищий статус. Щоправда, добре зберігається й корінна водська лексика.

## Специфічні риси
Для водської мови характерні перехід k > tš перед голосними переднього ряду (tšülä — «село»), перехід o > õ (õrava — «білка»), перехід st > ss (mussa — «чорний»), розвинене чергування ступенів приголосних. Особливість морфології — старе закінчення родового відмінка *-n відпало. У дієслівному відмінюванні є різні способи утворення імперфекта, у теперішньому часі вживають закінчення 3-ї особи однини -b, можливе утворення аналітичних форм майбутнього часу. Синтаксис не відрізняється від інших балтійсько-фінських мов. У лексиці багато слів, спільних з естонською, іжорською мовою.

## Водське мовознавство
Водську мову досліджували Ф. Треффурт (F.L.Treffurt), Федір Туманський, Аугуст Алквіст, Пауль Арісте, Лаурі Кеттунен, Л. Пості, E. Адлер, Й. Мягісте. 1924 Дмитро Цветков (Dmitry Tsvetkov), водський студент у Тартуському ун-ті, уклав 55 сторінок Водської граматики на основі кирилиці — Эсимейн' ваддя чээлэ грамаатикк. Але цю працю ніколи не було опубліковано, а сам автор трагічно загинув. Академік Арісте почав записувати зразки водської мови 1923. Їх публікації розпочато 1935. Водські тексти паралельно записував Лаурі Кеттунен (L. Kettunen). Побачили світ кілька водських словників. 1956 науковці Тартуського ун-ту організували найбільшу експедицію до живих водських поселень і сформували багату колекцію етнографічного та лінгвістичного матеріалу. Хоча ще протягом 1930-х років Інститут мови та літератури, Естонська академія наук створили величезну картотеку для Водсько-естонсько-російського словника (204000 карток). В Україні питанням водської мови цікавився член-кореспондент НАН України Орест Ткаченко, частково — Костянтин Тищенко.